# Cavaller ancià
Cavaller ancià és una obra d'El Greco, datada entre 1597 i 1600 durant el darrer període toledà. S'exhibeix al Museu del Prado de Madrid.

## Anàlisi
Aquest retrat representa un cavaller anònim, probablement oriünd de Toledo. L'home vesteix una estreta gorgera blanca sobre un fons de color neutre. Ha estat considerat un dels millors retrats d'El Greco, perquè aconsegueix plasmar l'enorme complexitat del personatge a través de pinzellades fines i gruixudes. Es conservava als soterranis del Reial Alcàsser de Madrid.